# 부왕사
부왕사(扶旺寺)는 북한산성 건축 이후 산성에 창건된 13개의 사찰 중 하나이다. 현재는 부도만이 터에 남아있는데, 부도는 원판형 지대석 위에 종형 탑신과 사각형 옥개석을 갖추었으며 높이는 152cm이다. 